# Goose Lake (Alberta)
Pour les articles homonymes, voir Goose Lake.
Goose Lake est un hameau situé dans la province d'Alberta, dans le comté de Woodlands.